# ウィリアム・ベレンデン＝カー (第4代ロクスバラ公爵)
第4代ロクスバラ公爵・第7代ベレンデン卿ウィリアム・ベレンデン＝カー（英語: William Bellenden-Ker, 7th Lord Bellenden, 4th Duke of Roxburghe、1728年10月20日 - 1805年10月23日）は、スコットランドの貴族。

## 生涯
ウィリアム・ベレンデン陸軍中佐（William Bellenden、1702年–1759年、第2代ベレンデン卿 の三男）とジャコミナ・ファーマー（Jacomina Farmer）との長男として生まれた。
ウィリアムは陸軍に入隊して、1757年に第25歩兵連隊付大尉の地位を得ている。1797年に従兄弟の第6代ベレンデン卿が嗣子なく死去したため、ベレンデン卿を継承した。その翌年の1798年4月2日にスコットランド大蔵省式部官（Usher of the Exchequer）として250ポンドの年金を与えられたほか、親族の第3代ロクスバラ公爵から200ポンドを贈られた。1804年には3代公爵が生涯未婚のまま没したため、ロクスバラ公爵を始めとする爵位を継承した。この際に、ロクスバラシャーツイード川沿いに位置する公爵家の居城フロアズ城も相続した。
1805年10月23日に死去、ボーデン村に埋葬された。彼には子がなかったため、ベレンデン卿位は廃絶した。他方、ロクスバラ公爵位の継承は1812年の貴族院裁定まで論争がなされたのち（ロクスバラ公位事件）、遠縁のジェームズ・イニス＝カーが相続することで落着した。

## 家族
1750年12月7日にマーガレット・バロウズ（Margaret Burroughs、生没年不詳、ハンプトン・コート宮殿付牧師バロウズ医師の娘）と結婚した。4代公はマーガレットの死後、1789年6月29日にメアリー・ベシン（Mary Bechinne、1838年4月9日没、ベンジャミン・ベシン海軍大尉の娘）と再婚した。いずれも夫妻に子はなかった。メアリーは公爵と死別後にジョン・トルマッシュ（第7代ディザート女伯爵の次男）と再婚している。